# ميزانينو (بافيا)
ميزانينو (بالإيطالية: Mezzanino)‏ هي بلدة تقع في مقاطعة بافيا بإقليم لومبارديا في شمال إيطاليا. تبلغ مساحة هذه المدينة 13.9 (كم²)، وترتفع عن سطح البحر 62 م، بلغ عدد سكانها 1435 نسمة في عام 2004 حسب إحصاء المعهد الوطني للإحصاء.

## السكان
في سنة 1861 بلغ عدد السكان 1٬569 نسمة، وتطور العدد ليصل في سنة 2011 لـ 1٬494 نسمة.
يظهر هذا المخطط البياني تطور النمو السكاني لـ ميزانينو (بافيا)

## وصلات خارجية
- الموقع الرسمي